# غيريليرو هيروويكو
غيريليرو هيروويكو (بالإسبانية: Guerrillero Heroico، حرفيًا: «الثائر البطولي») هو اسم الصورة التي اشتهر بها الثوري الكوبي الماركسي تشي جيفارا. قام بالتقاطها المصوّر ألبرتو كوردا في هافانا، كوبا في 5 آذار/ مارس 1960 عندما ظهر جيفارا وهو في عمر الحادية والثلاثين بغتةً ولفترةٍ قصيرةٍ في مهرجان خطابي لرثاء ضحايا أحد التفجيرات آنذاك.
تُعد هذه الصورة أكثر الصور انتشارًا في تاريخ الصور الفوتوغرافيّة، وقد اُستنسخت لاحقًا على كثير من الأعمال الفنيّة في جميع أنحاء العالم. كما اعتبرتها وسائل إعلام عالميّة أشهر صورة في العالم في القرن العشرين.

## تاريخ
تم التقاط الصورة أثناء مشاركة أرنستو تشي جيفارا في جنازة لعشرات الكوبيين الذين سقطوا بانفجار باخرة فرنسيّة في ميناء هافانا كانت مُحمَّلة بمتفجرات أرادت الحكومة الكوبيّة تزويدها للثوّار في بوليفيا. وقد اُتُهِمَت المخابرات المركزية الأمريكية بتدبير هذا العمل رغم نفيها. إلا أن الصورة لم تجد طريقها إلى عالم النشر إلاّ بعد مضي سبع سنوات على التقاطها، حيث أن قيادات الثورة الكوبيّة رفضت نشرها، وبالمقابل كانت تنشر صور فيديل كاسترو والكاتبين الفرنسيّين جان بول سارتر وسيمون دى بوفوار.

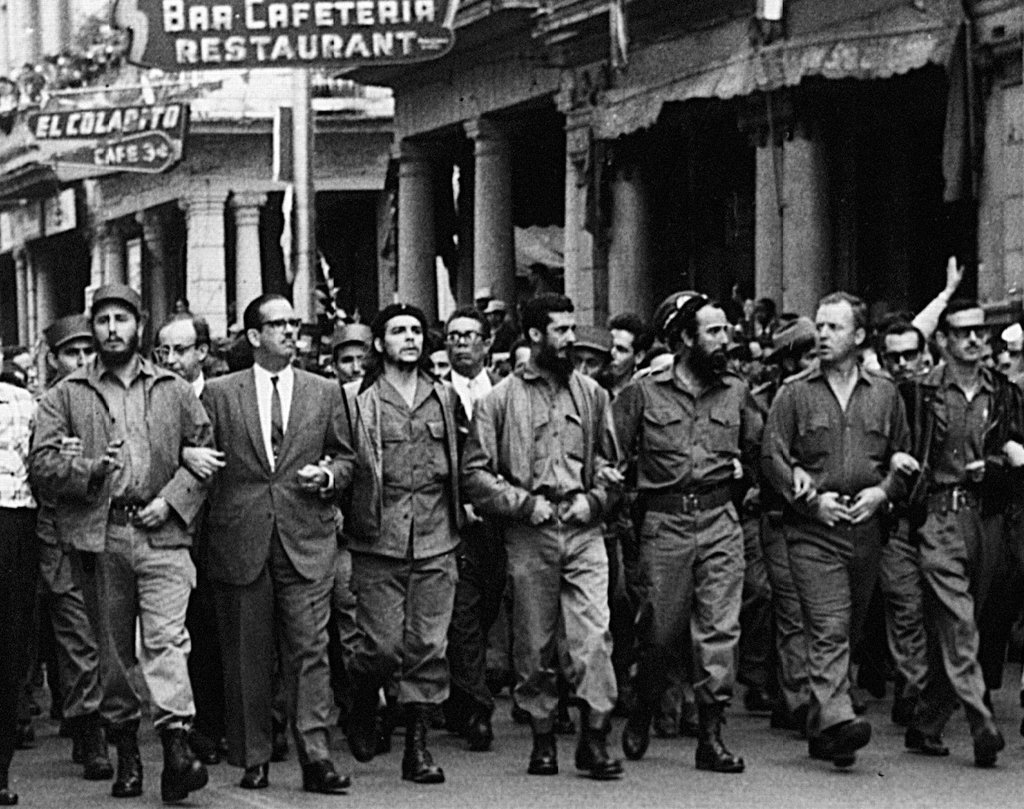
الجنازة التي شارك بها جيفارا يوم التقاط الصورة في آذار/ مارس 1960.

لقد كان المصور ألبرتو كوردا يدرك قيمة تلك الصورة، لذلك احتفظ بها على جدار منزله حتى عام 1967، إذ كانت لديه صورتان لذات اللقطة، إلاّ انه فضّل الصورة العرضيّة على الصورة الطوليّة بسبب جزء من رأس أحد الحضور في المهرجان الخطابي الذي التقط فيه هذه الصورة، حيث ظهر خلف كتف تشي، ولم يتمكن ألبيرتو كوردا من محوه بالتقنيات المتوفرة في تلك الأيام.
لقد زار الناشر الإيطالي جانكومو فلترينيللي الجزيرة الكوبيّة في صيف عام 1967 لالتقاء أصدقائه وعلى رأسهم فيدل كاسترو حيث اكتسب صداقة الثوريين في كوبا بسبب ميوله اليساريّة. يومذاك أظهر الناشر الإيطالي رغبته في الحصول على صورة لأرنستو تشي جيفارا، فحصل من المصوّر ألبيرتو كوردا على نسختين عن صورته الطوليّة بحجم 30*40 سنتمترًا، واعتبرها ألبيرتو كوردا هدية لضيفه. تم نشر الصورة في كتاب يتحدث عن يوميات تشي في بوليفيا، ونُشرت الصورة كلوحة في إيطاليا بعدما قُتل بسبعة أشهر.

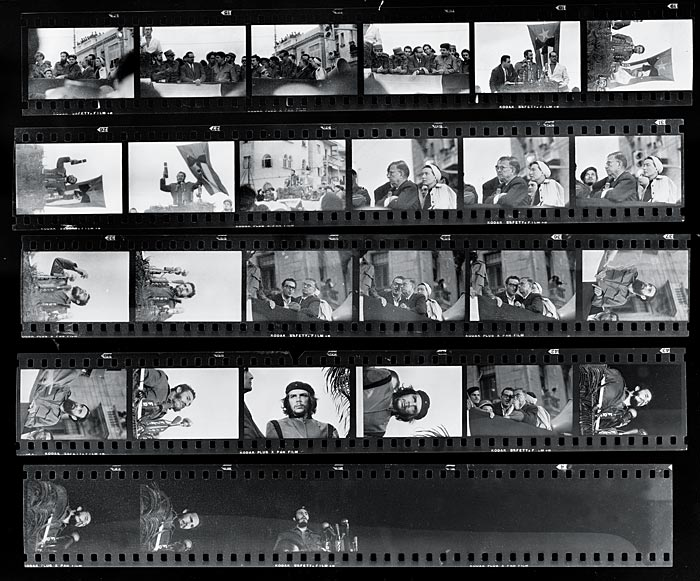
شريط فلم المصور في يوم التقاط الصورة.

لقد قام الفنان الأيرلندي جيم فيتزباتريك بعدها باقتباس الصورة عام 1968، حيث تم العمل على لوحة فنيّة اعتمادًا على التباين الحاد في الألوان، إذ تقوم على أشكال مغايرة، بعضها باللونين الأبيض والأسود والبعض الآخر باللونين الأحمر والأسود. ولقد انتشرت هذه اللوحة لاحقًا بشكل واسع، وتمّت طباعتها على جميع الأعمال الفنيّة الداعية إلى الثورة والتحرر في جميع أنحاء العالم.

## الملكية الفكرية
لم يمانع المصور ألبرتو كوردا استخدام الصورة لأغراض ثوريّة وتحرريّة واجتماعيّة، ولم يتقاض أي مقابل عن نشرها والتي اُستخدمت نسخًا مختلفة منها على مدى عقود من خلال وسائط عرض لا حصر لها، كما لم يسأل أبدًا عن حقوق النشر وإعادة الاستخدام، حيث كان يشعر بالسعادة لانتشارها في جميع أنحاء العالم. إلاّ أنه عندما حاولت شركة لإنتاج المشروبات الكحوليّة استخدامها لإعلان عن منتجاتها، رفع دعوى قضائيّة ضدها مبررًا ذلك بأنه يتعارض مع القيم التي ثار من أجلها تشي جيفارا. وقد قامت الشركة بدفع غرامة مقدارها 50,000 دولار أمريكي تبرع بها كوردا لصالح نظام الرعاية الكوبي.

## صور

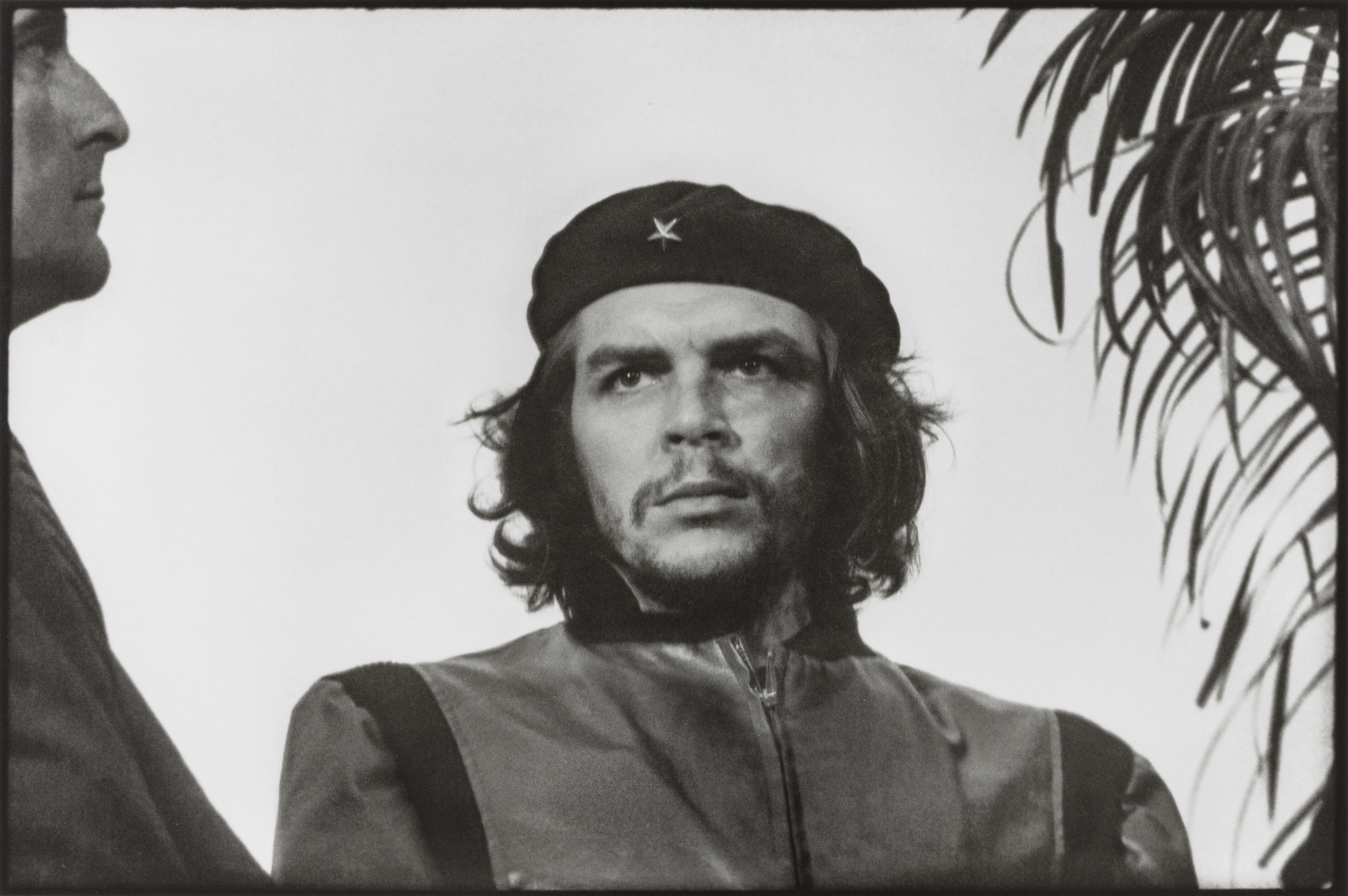
الصورة الأصلية قبل التعديل
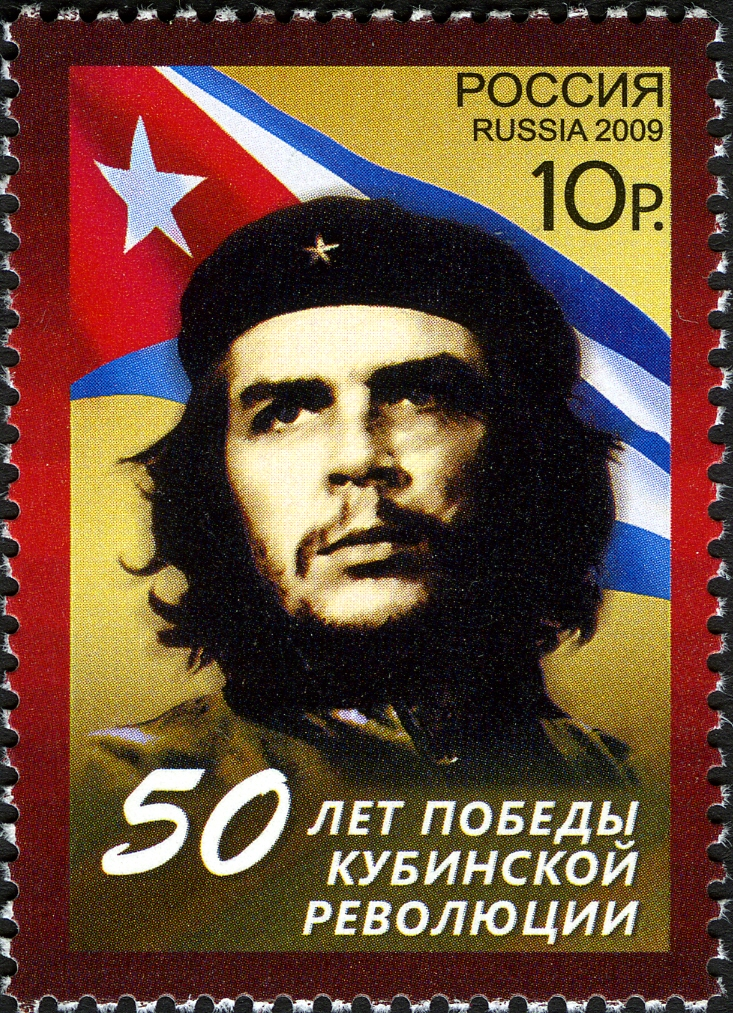
الصورة على طابع روسي في ذكرى جيفارا
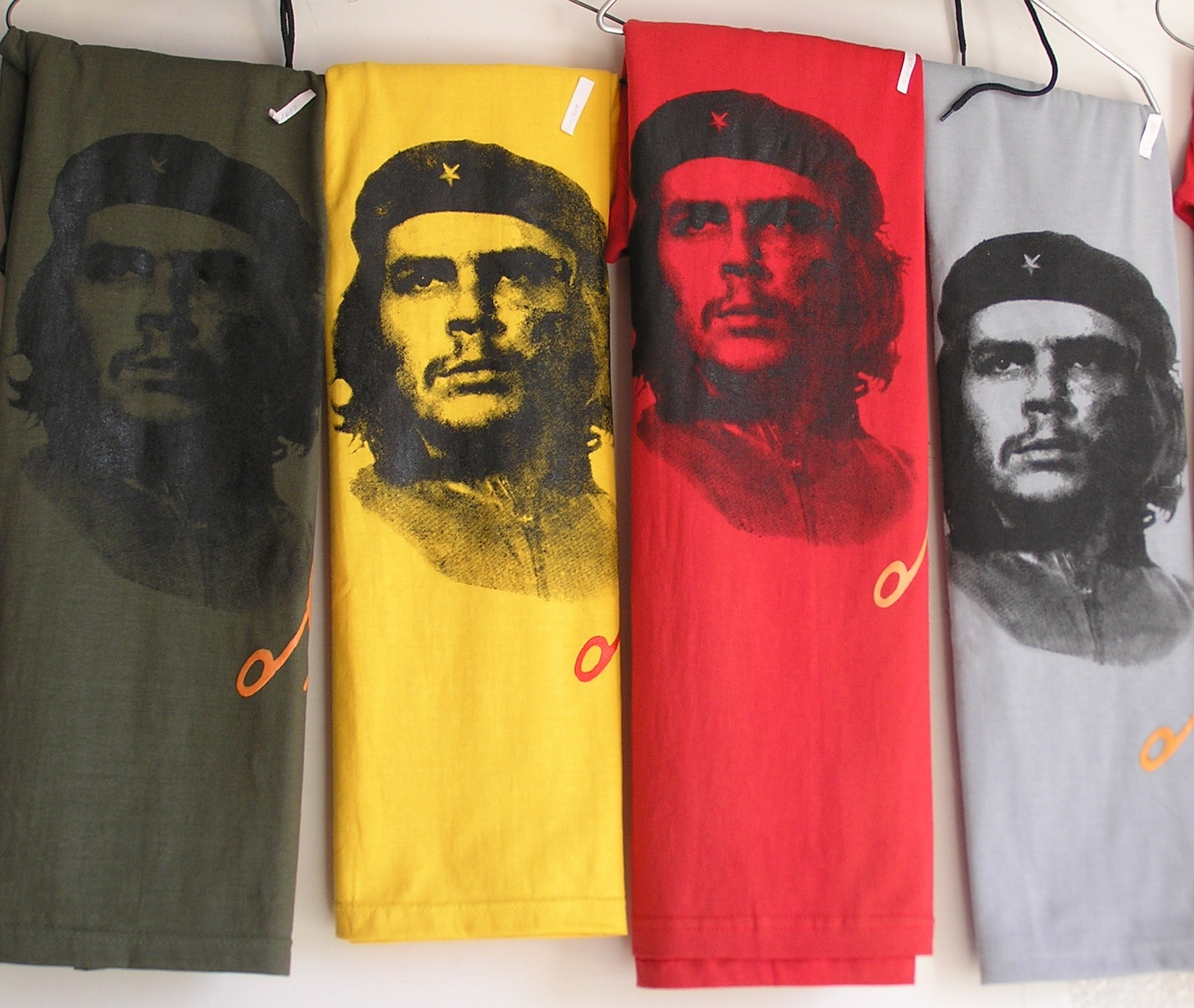
الصورة كعمل فني مطبوع على قمصان
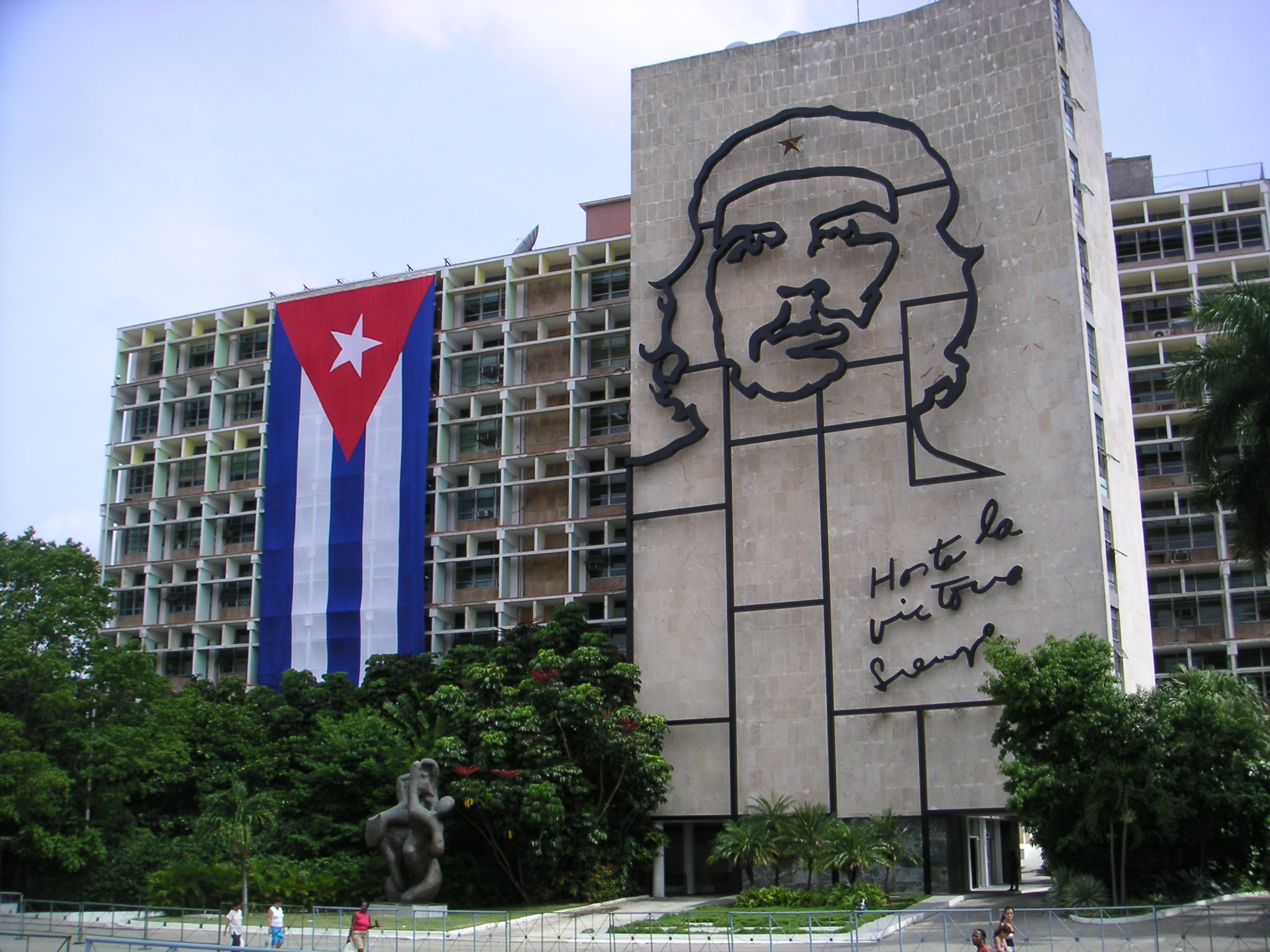
نحت معدني للصورة على واجهة وزارة الداخلية الكوبية
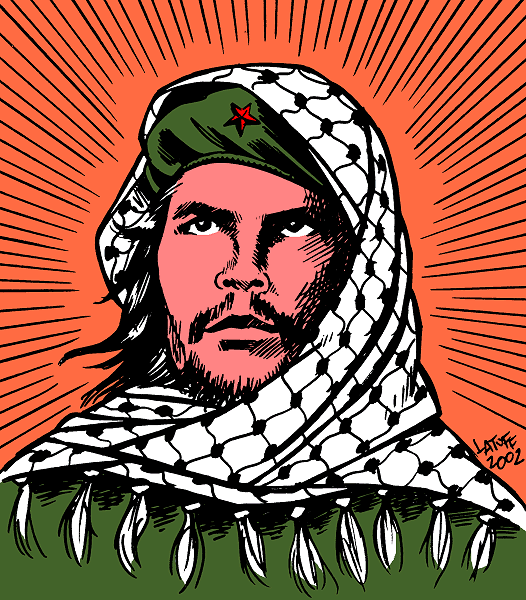
رسم يظهر فيه جيفارا مرتديًا الكوفيّة الفلسطينية

## وصلات خارجية
- تقرير عن صورة تشي جيفارا، روسيا اليوم
- تشي: الأيقونة والإعلان، بي بي سي (بالإنجليزية)
- دراسة صورة مبدعة، سي أن أن (بالإنجليزية)
- معرض صور من جريدة الجارديان